# 임미진
임미진(1971년 1월 2일 ~ )은 대한민국의 성우이다. 1995년 KBS 25기 공채 성우로 데뷔하였다. 동기 여자들 중에서는 최연장자.

## 출연 작품

### 애니메이션
- 달마의 시간여행 (SBS) - 마야
- 디지몬 테이머즈 (KBS) - 강재호 / 길몬
- 라제폰 (챔프) - 김호린
- 마녀 배달부 키키 - 화가 / 패션 디자이너
- 명탐정 코난 (KBS) - 요시다 아유미 (한아름) / 스즈키 소노코 (정보라) / 키사키 에리 (노애리)
- 1화 : 요시다 아유미 (한아름)
- 2화 : 아키코 (이슬)
- 3화 : 오키노 요코 (오소라)
- 7화 : 나해미
- 8화 : 마사미 (마상미)
- 13화~14화 : 아사이 나루미 (이성미)
- 16화 : 마츠모토 사유리 (허희선)
- 17화 : 이진희
- 19화 : 마야 (조수아)
- 21화 : 이재연
- 25화 : 키사키 에리 (노애리)
- 28화 : 오카야 노리코 (이보영)
- 32화 : 정진아
- 33화 : 유나영
- 35화~36화 : 카츠라기 유키코 (백송이)
- 39화 : 한승희
- 47화 : 신승균 아내
- 50화 : 김은아
- 51화 : 이재숙
- 53화 : 이하나
- 54화 : 요시노 사토미 (윤가영)
- 57화~58화 : 휴우가 미유키 (장유리)
- 64화 : 빛나
- 65화 : 황승연
- 68화 : 이유미
- 71화 : 시마무라 사치코 (정미선)
- 72화~73화 : 미요시 마코 (엘레나 김)
- 76화 : 이치카와 미즈에 (서연주)
- 배트맨과 프리즈 박사 (SBS)
- 원피스 (KBS) - 홍당무
- Z.O.E (애니원)

### 영화
- 쿵후 선생 (KBS)
- 내셔널 시큐리티 (SBS) - 데니스(로빈 리) / 경찰 무전
- 캣 우먼 (SBS) - 샐리 (알렉스 보스타인)
- 세 남자와 아기 바구니 (SBS)
- 선택 (SBS) - 마이릭 부인 외
- 와일드 와일드 웨스트 (SBS)
- 무간도 (KBS) - 메이 (소아헌)
- 쇼타임 (SBS) - 애니 (드레나 드 니로)
- 밀레니엄 캅 (KBS) - 하우 동생
- 찢어진 커튼 (KBS) - 여자
- 카풀 (KBS) - 케일라 (레이철 리 쿡)
- 7월의 축제 (KBS) - 키티
- 로봇인간 칩 (KBS) - 티파니(카리 쿨빈스카스)
- 사선에서 (KBS) - 셀리(메리 벤 아스델) / 라디오 방송 음성
- 뮤직 오브 하트 (KBS) - 라몬(진-루크 피게로아)
- 퍼펙트 크라임 (KBS) - 에바(마릴로 무노즈)
- 할로우 맨 (KBS) - 사라 (킴 딕켄스)
- 로코 (KBS) - 마다
- 쉬즈 올 댓 (KBS) - 친구
- 봉쥬르 무슈 슐로미 (KBS)-테힐라
- 욕망의 덫 (SBS)
- 넉 오프 (KBS)
- 남편이 어려졌어요 (KBS) - 캐런 (아니카 무르얀)

### 인터넷
- 울어도 좋습니까 (옛날방송국) - 수연
- 그 해 여름 (옛날방송국) - 간호사
- 천애 (옛날방송국)

### 라디오 드라마
소설극장 (KBS 3라디오)
- 2007.11.01 ~ 2008.01.14 한승원 <추사> (낭독)

연속낭독 (KBS 3라디오)
- 2009.05.24 ~ 2009.07.25 김  후 <불멸의 여인들> (낭독)

KBS 무대 (KBS 한민족 방송)
- 2010.05.29 눈부신 5월의 햇살 속으로
- 2010.09.11 네 번째 방 (은주)
- 2010.10.30 2인3각
- 2016.05.28 폭식을 멈추는 0번째 방법 (민정)

### 방송
- 코리아 푸드 메이드 심플 (MBC)